# 1385 en santé et médecine
| Années de la santé et de la médecine : 1382 - 1383 - 1384 - 1385 - 1386 - 1387 - 1388    |
| Décennies de la santé et de la médecine : 1350 - 1360 - 1370 - 1380 - 1390 - 1400 - 1410 |

Cet article présente les faits marquants de l'année 1385 en santé et médecine.

## Événements
- Création d'un hôpital à Bar-le-Duc, en Lorraine[1].
- Fondation de l'hospice de Saint-Christophe à Bruxelles, dans le comté de Flandre[2].
- Un hôpital est mentionné à Lacommande, quartier de la paroisse d'Aubertin en Béarn[3].
- On compte quatre léproseries en Béarn : à Orthez, Lescar, Oloron et Morlaas[4].

## Personnalités
- 1379-1385 : floruit Richard Eudes, médecin au service de Marie de Blois, reine de Naples, auteur d'une traduction en vers français du De balneis puteolanis (« Sur les bains de Pouzzoles ») de Pierre d'Éboli[5].
- 1385-1413 : floruit Joseph Orabuena, grand-rabbin de Navarre, médecin de Charles III, roi de Navarre[5],[6],[7].

## Naissances
- Serafeddin Sabuncuoglu (mort en 1468), médecin et chirurgien ottoman, auteur en 1465 de la Cerrahiyyetu'l-Haniyye (« Chirurgie impériale »), dernière grande encyclopédie médicale du monde islamique.
- 1384 ou 1385 : Michel Savonarole (mort vers 1462[8] ou en 1468), médecin humaniste italien, professeur à Padoue, médecin de Nicolas d'Este à Ferrare, grand-père de Jérôme Savonarole[9],[10].
- Vers 1385 : Raymond Sebon (mort en 1436), médecin, théologien et philosophe catalan, surtout connu pour sa Theologia naturalis, achevée en 1436 et traduite en français par Montaigne en 1569[11].

## Décès
- 11 octobre : Boniface de Roisan (né à une date inconnue), médecin et chirurgien, probablement au service du Comte vert de 1350 à 1352, assiste Bonne de Bourbon lors de ses couches en 1360, recteur de la maladrerie d'Aoste après 1374[12].
- Antoine de Lio (né à une date inconnue), docteur ès arts de l'université de Paris, nommé médecin de la ville de Bellune, en Vénétie, en 1370, affilié à la confrérie des médecins de cette ville en 1372, auteur d'ouvrages médicaux qui n'ont pas été conservés[12].
- 1385 au plus tard : Pierre Galiand (né à une date inconnue), médecin au service d'Amédée VI de Savoie dit le Comte vert, envoyé au château de Saint-Martin soigner Aymard de Clermont en 1353[5].